# Harpalus gravis
Harpalus gravis es una especie de escarabajo del género Harpalus, familia Carabidae. Fue descrita científicamente por LeConte en 1858.
Habita en los Estados Unidos (desde Nueva York y Florida hasta Oklahoma y Texas). Se suele encontrar en la meseta de Piedmont y en las grandes llanuras de los Estados Unidos.